# Alibi.com
Alibi.com és una pel·lícula de comèdia francesa del 2017, dirigida per Philippe Lacheau. El treball narra la vida d'en Greg, que té una empresa per crear qualsevol tipus de coartada, Alibi.com. Amb l'Agustí, el seu soci, i en Medhi com a nou empleat, es dediquen a preparar estratagemes per cobrir els seus clientes. La trobada amb la Flo, una jove que odia els homes que menteixen, complicarà la vida d'en Greg.
Alibi.com va recaptar 29,3 milions de dòlars a tot el món, amb un pressupost de producció de 7,6 milions de dòlars. A l'agregador de crítiques Rotten Tomatoes, la pel·lícula té una puntuació d'aprovació del 67% basada en sis crítiques, amb una valoració mitjana de 5,1/10. El gener de 2019 es va estrenar una nova versió italiana titulada L'agenzia dei bugiardi. El 6 d'agost de 2021 es va estrenar el doblatge en català a TV3.